# Rio Pongo
Le rio Pongo est un fleuve côtier de Guinée.

## Géographie
Le rio Pongo est une rivière qui se jette dans l'océan Atlantique près de Boffa, en république de Guinée. Il prend sa source au Fouta Djallon. La région environnante est également connue sous le nom de « Pongoland » ou « pays Bongo ». L'estuaire est désigné site Ramsar depuis 1992.

## Histoire
La région du Rio Pongo est devenue une zone importante pour la création d’usines dans le commerce transatlantique des esclaves. Sir George Collier a répertorié 76 noms de famille de familles impliquées dans le commerce des esclaves en 1820 : pendant 35 ans, il était commandant de l'escadron britannique d'Afrique de l'Ouest entre 1818 et 1821 et, en tant que tel, a organisé des patrouilles anti-esclavagistes sur le fleuve Pongo et d'autres zones environnantes.

## Dans la littérature

### Dans la musique
Fode Conté est un célèbre chanteur guinéen connu pour son titre rio pongo

### Littérature et films
Une partie de l'intrigue du roman historique Anthony Adverse - et du film qui y est tourné - se déroule principalement sur le fleuve Pongo, dans les dernières années du XVIIIe siècle et les premières années du 19ème. Le protagoniste éponyme du livre - un jeune homme aventureux et très capable - arrive de Cuba et prend peu à peu le contrôle personnel du commerce des esclaves le long de la rivière. Il amasse une fortune personnelle considérable, mais au prix de devenir de plus en plus corrompu. Enfin écœuré par l'esclavage, il part pour d'autres aventures sur d'autres continents.